# دوري بنغلادش الممتاز
دوري بنغلاديش (بالإنجليزية: Bangladesh League)‏ هو دوري الدرجة الممتازة في نظام كرة القدم البنغالية وينظم من قبل اتحاد بنغلادش لكرة القدم. تم تأسيسه في عام 2007 حين كان كان يسمى ببي ليغ إلى أن تم تغييره للاسم الحالي. يشارك في المسابقة 12 فريق. البطل الحالي هو نادي شيخ جمال ذاموندي. أباهاني ليميتد هو الفريق الأكثر تتويج بلقب المسابقة.

## وصلات خارجية
- على موقع الفيفا
- اتحاد بنغلادش لكرة القدم